# Dresserus colsoni
Espèce
Dresserus colsoni est une espèce d'araignées aranéomorphes de la famille des Eresidae.

## Distribution
Cette espèce est endémique d'Afrique du Sud. Elle se rencontre au Limpopo, au Gauteng, au Mpumalanga et au KwaZulu-Natal.

## Description
La femelle holotype mesure 16 mm.

## Étymologie
Cette espèce est nommée en l'honneur de Richard Colson.

## Publication originale
- Tucker, 1920 : Contributions to the South African Arachnid Fauna. II. On some new South African spiders of the families Barychelidae, Dipluridae, Eresidae, Zodariidae, Heracliidae, Urocteidae, Clubionidae. Annals of the South African Museum, vol. 17, p. 439-488 (texte intégral).